# Il ferroviere
Il ferroviere és una pel·lícula italiana de 1956 dirigida i interpretada per Pietro Germi, presentada en competició al 9è Festival Internacional de Cinema de Canes.
Tot i ser acusada pels crítics autodefinits com d'esquerres d'indulgir-se a les línies narratives deamicisianes, segons altres crítics la pel·lícula evita les acusacions d'un moralisme populista fàcil, gràcies al guió de Giannetti que centra l'atenció en el costat humà dels personatges i el tall neorealista-íntim que roman la millor habilitat estilística de Germi, tant com a director com a actor.
La pel·lícula va néixer d'un esbós autobiogràfic titulat Il treno d'Alfredo Giannetti que va adaptar per a la pel·lícula junt amb Luciano Vincenzoni i Pietro Germi.
La producció de Il ferroviere va ser inicialment de Ponti-De Laurentiis, però la pel·lícula va ser realitzada per Carlo Ponti en solitari que "no va creure en el projecte" i -també per alentir la seva realització-, per la part del protagonista va proposar noms impossibles com els de Spencer Tracy i Broderick Crawford. Va ser Giannetti qui es va adonar que Germi volia i podia interpretar el paper principal i va ser ell qui el va dirigir en les audicions que van convèncer Ponti.

## Argument
El maquinista del tren Andrea Marcocci ha estat testimoni del suïcidi d'un home desesperat que salta davant del seu tren. Sota la influència d'aquest xoc, comença a equivocar-se. Una revisió d'un metge revela que està prop de convertir-se en un alcohòlic. A causa d'aquesta avaluació és degradat i ha d'acceptar una retallada salarial.

## Repartiment
- Pietro Germi - Andrea Marcocci
- Luisa Della Noce - Sara Marcocci
- Sylva Koscina - Giulia Marcocci
- Saro Urzì - Gigi Liverani
- Carlo Giuffrè - Renato Borghi
- Renato Speziali - Marcello Marcocci
- Edoardo Nevola - Sandro Marcocci

## Reconeixements
- Nastro d'argento
  - Millor director a Pietro Germi
- Festival Internacional de Cinema de Sant Sebastià 1956
  - Conquilla d'Or a la millor pel·lícula estrangera
  - Conquilla de Plata al millor director, Pietro Germi
  - Conquilla de Plata a la millor actriu, Luisa Della Noce